# 정희정
정희정(2002년 1월 17일~)은 대한민국의 치어리더이다.

## 경력
- 2019년 ~ 2022년 고양 오리온 오리온스 응원단 치어리더
- 2020년 ~ 2024년 두산베어스, FC 서울 응원단 치어리더
- 2019년 ~ 2025년 아산 우리은행 우리WON,GS칼텍스 KIXX 응원단 치어리더
- 2022년 ~ 2025년 인천 대한항공 점보스 응원단 치어리더
- 2025년 ~ 현재 kt wiz 응원단 치어리더